# 大山カメリアカントリークラブ
大山カメリアカントリークラブ（おおやまカメリアカントリークラブ）は、富山県富山市東福沢130に所在するゴルフ場。

## 概要
インテック、清水建設、YKKなどが出資して設立した大山開発が1992年4月より着工、これより前の1991年6月5日に大山開発は、富山県に環境影響評価（環境アセスメント）準備書を提出している（富山県が1990年10月に北陸で初めて施行した環境影響評価要綱に基づく適用第1号でもある）。
1995年10月1日に開場、10月4日に開場式が行われ、10月25日から本格営業がスタートした。総事業費は約120億円。
かつては大山開発により運営されていたが、大山開発は負債総額約101億円を出したことから2012年12月19日付で富山地方裁判所から破産手続き開始決定を受けた。このため、2013年3月29日に市川ゴルフ興業が同ゴルフ場の運営を引き継いだ。

## アクセス
- 車の場合
北陸自動車道 富山ICが最寄ICとなる[1]。
- 鉄道の場合
富山駅よりタクシーで約40分[1]